# Горњи Краљевец (Храшћина)
Горњи Краљевец је насељено место у саставу општине Храшћина у Крапинско-загорској жупанији, Хрватска. До територијалне реорганизације у Хрватској налазио се у саставу старе општине Златар-Бистрица.

## Становништво
На попису становништва 2011. године, Горњи Краљевец је имао 353 становника.

## Попис1991.
На попису становништва 1991. године, насељено место Горњи Краљевец је имало 469 становника, следећег националног састава:
| Попис 1991.‍  | Попис 1991.‍  | Попис 1991.‍ | Попис 1991.‍ | Попис 1991.‍ |
| ------------ | ------------ | ----------- | ----------- | ----------- |
|              |              |             |             |             |
| Хрвати       | Хрвати       |             | 463         | 98,72%      |
| Југословени  | Југословени  |             | 1           | 0,21%       |
| Македонци    | Македонци    |             | 1           | 0,21%       |
| регион. опр. | регион. опр. |             | 1           | 0,21%       |
| непознато    | непознато    |             | 3           | 0,63%       |
| укупно: 469  |              |             |             |             |